# Повіт Сікотан
Пові́т Сікота́н (яп. 色丹郡, しこたんぐん, МФА: [ɕi̥kotan guɴ]) — повіт в Японії, в окрузі Немуро префектури Хоккайдо. 1945 року окупований радянськими військами в ході радянсько-японської війни. Територія повіту контролюється Росією, проте саме повіт продовжує існувати в офіційних реєстрах Японії як адміністративна одиниця і самоврядна організація. Згідно з офіційною позицією японського уряду повіт вважається окупованим.